# Copa Lipton
La Copa Lipton (nota anche come Copa de Caridad Lipton) è stato un torneo calcistico disputato tra il 1905 e il 1992 tra le nazionali di Argentina e Uruguay.

## Storia
Il torneo fu creato nel 1905 dal magnate del tè sir Thomas Lipton, grande appassionato di calcio, che ideò in quegli stessi anni anche la Coppa Lipton (messa in palio dal 1909 e il 1915 tra i club dell'Italia meridionale) e il Sir Thomas Lipton Trophy (andato in scena a Torino nel 1909 e nel 1911).

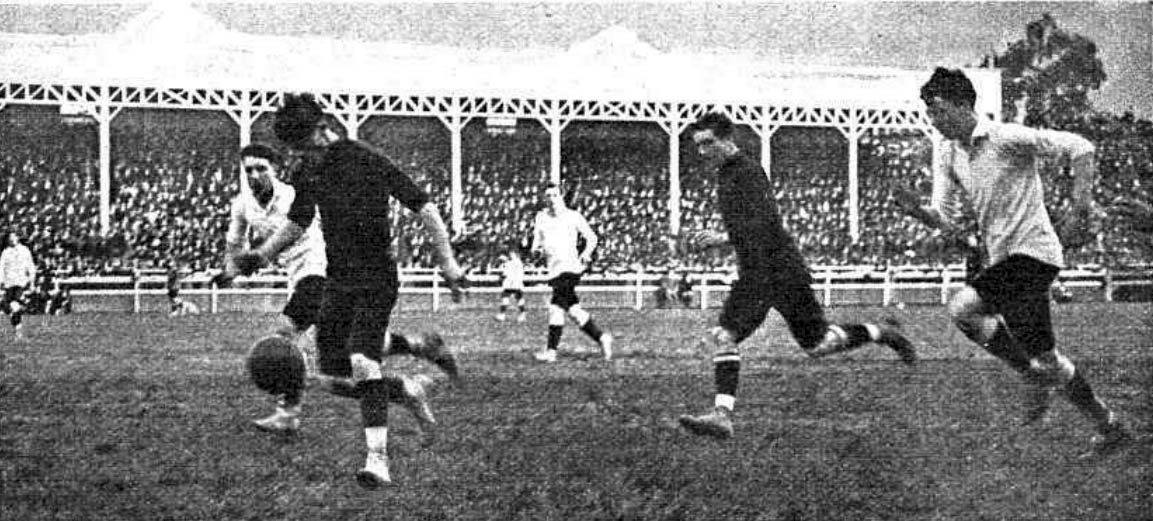
Una fase della sfida del 1911, disputata a Buenos Aires

Nelle intenzioni del suo creatore, la Copa Lipton avrebbe dovuto essere messa in palio ogni anno tra le selezioni di Argentina e Uruguay, all'epoca le uniche nazionali di calcio esistenti in America meridionale. L'incasso della partita, alla quale avrebbero potuto partecipare solo calciatori nati nei due Stati, sarebbe stato devoluto interamente in beneficenza. Inoltre a ospitare la sfida sarebbero state, a turno, le due capitali Buenos Aires e Montevideo. La vittoria, in caso di parità allo scadere dei 90 minuti regolamentari, sarebbe andata alla squadra ospite.
La prima edizione della Copa Lipton andò in scena il 15 agosto 1905 al Campo de la Sociedad Sportiva di Buenos Aires: la partita finì 0-0 e l'Uruguay, squadra ospite, fu il primo vincitore del torneo. L'anno dopo, però, gli argentini si riscattarono, espugnando Montevideo con una vittoria per 2-0.
Unitamente alla Copa Newton, altro trofeo messo in palio annualmente tra Argentina e Uruguay, la Copa Lipton acquistò subito un notevole prestigio nei due Paesi.
Fino al 1919 si disputò ininterrottamente, eccettuato il 1914. 
Negli anni venti il torneo iniziò, però, ad entrare in crisi: l'affermazione del Campeonato Sudamericano de Football mise sempre più in ombra la Copa Lipton, che non fu disputata nel 1920, nel 1921 e nel 1926.
Negli anni trenta la Copa Lipton si tenne addirittura una sola volta: complice sicuramente il raffreddamento delle relazioni tra l'AFA e l'AUF in seguito ai mondiali del 1930, le relative selezioni poterono sfidarsi solo nel 1937.
Nei decenni successivi la Copa Lipton si è tenuta solo sporadicamente e dal 1942 al 1976 si è disputata solo sette volte. Il 23 settembre 1992 fu disputata un'ultima volta al Centenario di Montevideo: la gara finì 0-0 e l'Argentina vinse il trofeo in quanto squadra ospite. L'AFA conserva tutt'oggi la Copa Lipton nella propria sede a Buenos Aires.

## Albo d'oro
Delle 29 edizioni disputate l'Argentina ne ha vinte 17 e l'Uruguay 12.
| Anno  | Città ospitante |            | Vincitore | Punteggio | Seconda |
| ----- | --------------- | ---------- | --------- | --------- | ------- |
| 1905  | Buenos Aires    | Uruguay*   | 0-0       | Argentina |         |
| 1906  | Montevideo      | Argentina  | 2-0       | Uruguay   |         |
| 1907  | Buenos Aires    | Argentina  | 2-1       | Uruguay   |         |
| 1908  | Montevideo      | Argentina* | 2-2       | Uruguay   |         |
| 1909  | Buenos Aires    | Argentina  | 2-1       | Uruguay   |         |
| 1910  | Montevideo      | Uruguay    | 3-1       | Argentina |         |
| 1911  | Buenos Aires    | Uruguay    | 2-0       | Argentina |         |
| 1912  | Montevideo      | Uruguay    | 2-0       | Argentina |         |
| 1913  | Avellaneda      | Argentina  | 4-0       | Uruguay   |         |
| 1915  | Buenos Aires    | Argentina  | 2-1       | Uruguay   |         |
| 1916  | Montevideo      | Argentina  | 2-1       | Uruguay   |         |
| 1917  | Avellaneda      | Argentina  | 1-0       | Uruguay   |         |
| 1918  | Montevideo      | Argentina* | 1-1       | Uruguay   |         |
| 1919  | Buenos Aires    | Uruguay    | 2-1       | Argentina |         |
| 1922  | Montevideo      | Uruguay    | 1-0       | Argentina |         |
| 1923  | Buenos Aires    | Uruguay*   | 0-0       | Argentina |         |
| 1924  | Montevideo      | Uruguay    | 2-0       | Argentina |         |
| 1927  | Buenos Aires    | Uruguay    | 1-0       | Argentina |         |
| 1928  | Montevideo      | Argentina* | 2-2       | Uruguay   |         |
| 1929  | Buenos Aires    | Uruguay*   | 0-0       | Argentina |         |
| 1937  | Buenos Aires    | Argentina  | 5-1       | Uruguay   |         |
| 1942  | Montevideo      | Argentina* | 1-1       | Uruguay   |         |
| 1945  | Montevideo      | Argentina* | 2-2       | Uruguay   |         |
| 1957  | Buenos Aires    | Uruguay*   | 1-1       | Argentina |         |
| 1962  | Buenos Aires    | Argentina  | 3-1       | Uruguay   |         |
| 1968  | Buenos Aires    | Argentina  | 2-0       | Uruguay   |         |
| 1973  | Buenos Aires    | Uruguay*   | 1-1       | Argentina |         |
| 19761 | Buenos Aires    | Argentina  | 4-1       | Uruguay   |         |
| 1992  | Montevideo      | Argentina* | 0-0       | Uruguay   |         |